# Armavir (ciudad antigua)
Armavir (en idioma armenio: Արմավիր) fue una gran ciudad comercial y la capital de la antigua Armenia durante el reinado de la dinastía Oróntida. Está localizada a 1 km al oeste del pueblo de Armavir del siglo XVII.

## Historia

### Antigüedad
El área de la antigua Armavir estuvo habitada desde el VI milenio a. C. Varios artefactos de obsidiana, objetos de bronce y cerámica han sido encontrados de aquel periodo. Armavir estuvo considerada como una capital antigua de Armenia, se ha considerado que fue fundada por el rey Aramais en el 1980 a. C.
Durante la primera mitad del siglo VIII aC, el rey Argishti I de Urartu construyó una fortaleza en el área y la nombró Argishtikhinili. En el 331 aC, cuándo Armenia estaba bajo el poder de la dinastía Oróntida la dinastía afirmó su independencia del Imperio aqueménida, Armavir fue elegida como la capital de Armenia. Placas de arcilla se han encontrado del período aqueménida, escritas en el idioma elamita respecto a episodios de la épica Gilgamesh. Varias inscripciones en Hellenistic griego realizadas alrededor del siglo III aC, también han sido encontradas, incluyendo poesía de Hesíodo, líneas de Eurípides, una lista de meses macedonios, y los nombres de reyes oróntidas.
De acuerdo con el historiador armenio del siglo V Moisés de Corene, Armavir fue la primera capital del reino de Armenia -aunque, desde un punto de vista geográfico, la primera capital de Armenia era Van-.  Moisés ha conservado la tradición de que cuando el rey Valarsace asentado en Armavir (ca. 149 aC), construyó un templo allí, solicitó al príncipe Smbat de la dinastía Bagratuni dejar su religión y el culto de ídolos. Pero Smbat rechazó. Moisés refiere también que cuándo el rey Tigranes II el Grande —a quien coloca en el trono de 90-36 aC—, con el fin de vengarse de la reina Cleopatra de Egipto, envió una expedición a Palestina, trajo un gran número de judíos en cautividad, ellos se establecieron en Armavir y en Vardges. Moisés continúa afirmando que más tarde los judíos fueron transferidos de Armavir a Yervandashat; y bajo el rey Artaxias I de Armenia, otra vez fueron trasladados a la nueva capital de Artashat. Cuándo el rey Sapor II de Persia invadió Armenia (360-370), se alejaban de Artashat 30 000 armenios y 9000 familias judías, estos últimos traídos por el rey Tigranes de Judea, entonces fue destruida la ciudad completamente.
Durante la antigüedad, Armavir estuvo tomada por el Imperio seléucida, Partia, Imperio romano, Imperio sasánida e Imperio bizantino antes de que fuera conquistada por los árabes en el año 645.

### Armavir medieval
La soberanía árabe duró hasta el primer trimestre del siglo IX. La dinastía sáyida dirigió esta región en el siglo noveno. Después la georgiana dinastía Bagrationi fue la que se hizo cargo de la región. El Imperio bizantino la reconquistó en el 1045 pero en el año 1064 pasó a la dinastía selyúcida, quién la rebautizó con el nombre de Sardarabad. Esta región fue pasando entre georgianos y armenios, y jorezmitas después de la caída de los selyúcidas. Los mongoles capturaron esta región en 1239 y fundaron el Ilkanato en 1256. La región fue pasada a la dinastía chupanida en 1353, A la dinastía yalayerí en 1357 y a Kara Koyunlu en 1388. Tamerlán la capturó en 1400. Qara Yusuf la retomó en 1407 de la dinastía timúrida. Incluso así Shahruj que era un gobernante timúrida la capturó en 1421 y en 1429. Jahān Shāh que era un gobernante Kara Koyunlu la tomó en 1447.

### Soberanía otomana
La soberanía Kara Koyunlu tuvo una duración hasta que Uzún Hasán, gobernante de Ak Koyunlu, la conquistó en 1468, estuvo bajo su poder hasta que en 1501, Ismail I  la conquistó. Ismail fue el fundador del imperio safávida. Esta región estuvo temporalmente ocupada por el imperio otomano en 1514, 1534, 1548 y en 1553. Fue vuelta a tomar por el safavid gobernante Abás el Grande en 1603. Bajo el gobierno de Abás, los armenios de Armavir fueron reasentados en Persia y la antigua Armavir fue finalmente abandonada.
El asentamiento quedó abandonado hasta que en 1613, siete familias armenias reconstruyeron un nuevo pueblo a un kilómetro al este del antiguo emplazamiento de Armavir. Fue ocupado por los otomanos entre 1635–1636 y 1724–1736. A la caída del imperio safávida, Armavir se convirtió en parte del Kanato de Ereván.

### Gobierno ruso
La guerra ruso-persa (1826-1828) se inició debido a la demanda persa para reconquistar los territorios perdidos a favor de Rusia entre 1804 y 1813. Al principio, los persas rechazaron los rusos de Transcaucasia en 1826. A pesar de ello, el general comandante del ejército ejército ruso, Iván Paskévich, reconquistó Transcaucasia y amplió sus territorios hasta incluir el Kanato de Ereván en 1827.
Esta región pasó formalmente de la dinastía Kayar a la soberanía rusa después del Tratado de Turkmenchay del 1828. Armavir se convirtió en el uyezd Sardarabad del Óblast de Armenia, que a su vez se convirtió en la Gobernación de Ereván en 1840. Esta situación se prolongó hasta la Revolución de Febrero en 1917.

### Revolución de 1917
Después de la revolución de febrero, la región estaba bajo la autoridad del Comité Especial Transcaucásico del Gobierno provisional ruso y posteriormente la efímera República Democrática Federal de Transcaucasia. Cuándo la RDFT fue disuelta en mayo de 1918, esta región pasó a la República Democrática de Armenia, teniendo un papel destacado en la historia de Armenia debido a la Batalla de Sardarapat. Allí, las fuerzas armenias evitaron un exterminio y repelieron al Ejército del Imperio otomano cuya campaña del Cáucaso estaba destinada a ocupar Ereván.
Aunque los otomanos no ocuparon la mayor parte del Gobernación de Ereván, forzaron a los armenios a firmar el Tratado de Batum en junio de 1918. El ejército otomano se retiró después de firmar el Armisticio de Mudros a finales de 1918, por lo que Armavir volvió a pertenecer a la República Democrática de Armenia en noviembre de 1918.